# سقنقوريات الشكل
سقنقوريات الشكل (الاسم العلمي: Scincomorpha) هي دون رتبة من الزواحف تتبع رتيبة أشباه السقنقوريات من رتبة الحرشفيات.

## التصنيف
- السقنقورينات
  - السقنقورية
    - السقنقوراوات
      - السقنقور